# Chiesa del Redentore (Trento)
La chiesa del Redentore è un'ex chiesa cattolica, oggi sconsacrata, situata a Trento in via San Giovanni Bosco.
Non va confusa con la chiesa del cimitero monumentale di Trento, anch'essa dedicata al Cristo Redentore.

## Storia

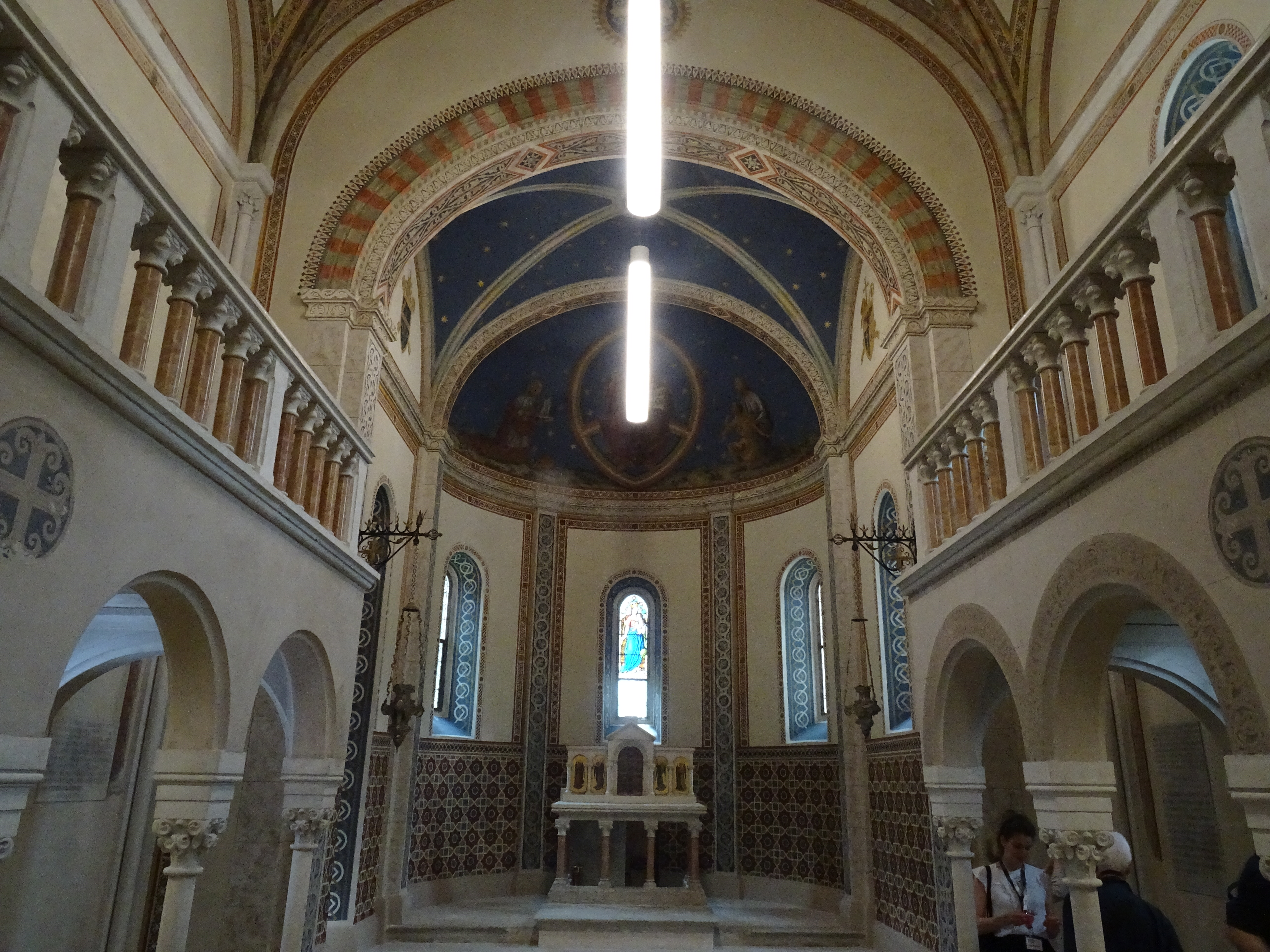
Interno

La chiesa è stata costruita nel 1889, su progetto dell'architetto Ludwig Pulsator (1856-1899), come parte di un complesso di edifici utilizzato dall'istituto vescovile per sordomuti fondato dal principe vescovo de Tschiderer. Nel 1979 la chiesa venne restaurata e adeguata alle norme del Concilio Vaticano II.
L'istituto venne demolito nei primi anni Novanta tranne la chiesa, che nel 1994 fu acquistata per un prezzo simbolico dalla vicina casa di riposo ad uso degli ospiti; delle pratiche per il restauro vennero avviate, ma mai compiute. Dopo il trasferimento degli anziani in altre strutture la chiesa è stata aperta per alcuni anni nei mesi invernali, per l'esposizione di un grande presepe; cessata anche questa attività, venne sostanzialmente abbandonata e cadde in uno stato di grave degrado.
Nel 2014 venne approvato un nuovo progetto di restauro (nell'ambito di una più ampia riqualificazione dell'intero quartiere); i lavori, in corso a dicembre 2020, si sono conclusi ufficialmente a settembre 2024, quando la chiesa, ora di proprietà dell'Apsp Civica di Trento, è stata restituita alla comunità, adibita a spazio culturale per mostre e concerti.

## Descrizione

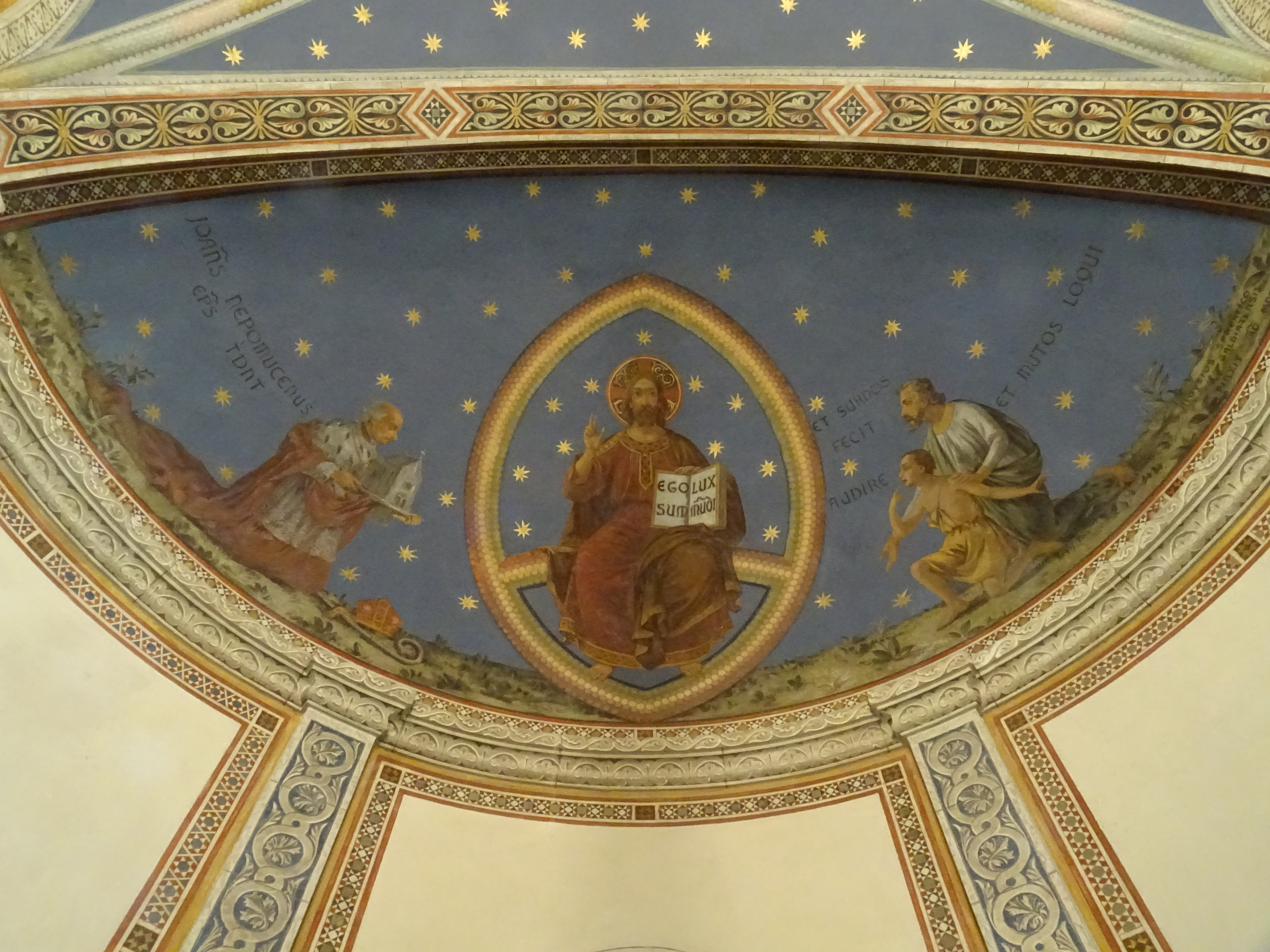
L'affresco del catino absidale

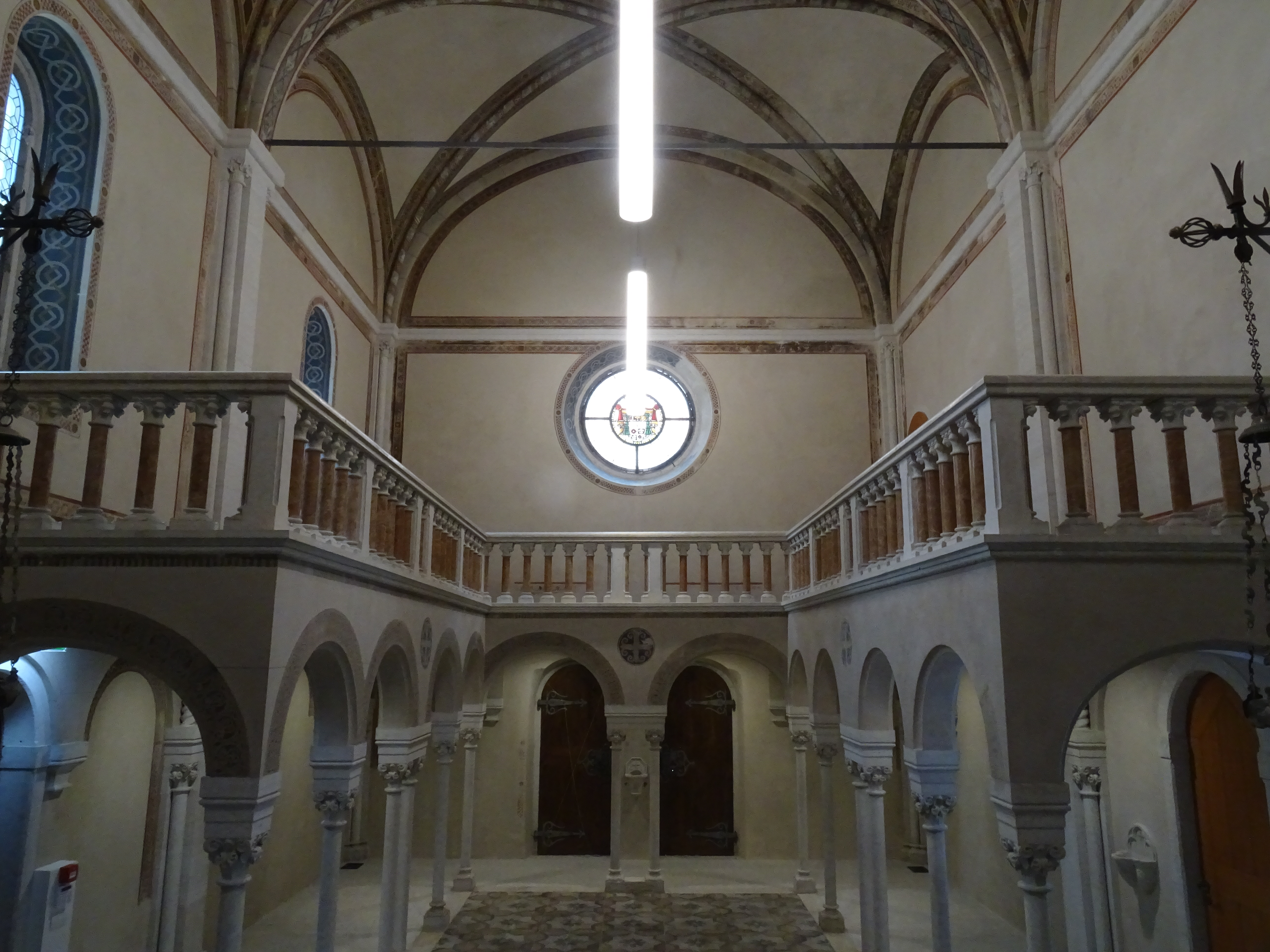
L'interno, visto verso la controfacciata

La chiesa è uno dei pochi esempi di stile neoromanico a Trento; la facciata a capanna presenta un piccolo rosone, due portalini d'ingresso sormontati da un affresco della Madonna con due angeli, e un timpano recante la frase Christo mutorum miserentis.
L'interno è ad aula rettangolare, diviso in due campate e con volta a crociera; le tribune laterali sono caratterizzate da un loggiato sorretto da quattordici colonne, singole e binate. La calotta dell'abside è ornata da un grande affresco di Luigi Spreafico, raffigurante il Cristo Pantocratore, accompagnato dal beato de Tschiderer, che gli offre la chiesa, e da un padre che gli presenta il figlio muto; ai lati, è affiancato dagli stemmi di papa Leone XII e del vescovo Eugenio Carlo Valussi.